# Pye Road
La Pye Road fu una strada romana dell'antica provincia della Britannia, che collegava Venta Icenorum, la capitale degli Iceni (Caistor St Edmund vicino a Norwich), all'originaria capitale della provincia e base legionaria di Camulodunum (Colchester).

## Storia
La strada fu in un secondo tempo prolungata, collegandola alla nuova capitale della provincia, posta a nord del ponte sul Tamigi, vale a dire Londinium (Città di Londra), anche se questa parte della strada è anche nota con il nome di Great Road.

## Itinerario
La strada iniziava da Venta Icenorum (Caistor St Edmund) e terminava a Camulodunum (Colchester), in parte lungo il percorso oggi utilizzato dalla A140.
Tra Colchester e London, il percorso dell'antica strada non è molto sicuro, ma si ritiene che seguisse la High Street di Ilford, la Romford Road (A118), una strada ora non pavimentata che attraversa l'attuale Parco Olimpico di Londra e infine la linea Whitechapel Road-Aldgate nell'angolo nordorientale della Città di Londra.